# Pink Elephants
Albums de Mick Harvey
Intoxicated Man
(1995) One Man's Treasure
(2005)
Pink Elephants est le deuxième album solo du musicien australien Mick Harvey. Il s'agit d'un album de reprises de Serge Gainsbourg en anglais.

## Liste des titres
| No  | Titre                       | Titre original              | Durée |
| --- | --------------------------- | --------------------------- | ----- |
| 1.  | Pink Elephants              |                             | 2:90  |
| 2.  | Requiem…                    | Requiem pour un con         | 2:35  |
| 3.  | The Javanaise               | La Javanaise                | 2:30  |
| 4.  | Black Seaweed               | Les Goémons                 | 2:21  |
| 5.  | Comic Strip                 | Comic Strip                 | 2:42  |
| 6.  | The Ticket Puncher          | Le Poinçonneur des Lilas    | 2:50  |
| 7.  | Non Affair                  | L'Anamour                   | 2:30  |
| 8.  | Scenic Railway              | Scenic railway              | 2:52  |
| 9.  | To All the Lucky Kids       | Aux enfants de la chance    | 3:53  |
| 10. | Anthracite                  | L'Anthracite                | 2:20  |
| 11. | Manon                       | Manon                       | 2:20  |
| 12. | I Love You… Nor Do I        | Je t'aime… moi non plus     | 4:38  |
| 13. | The Ballad of Melody Nelson | La Ballade de Melody Nelson | 1:56  |
| 14. | Torrey Canyon               | Torrey Canyon               | 3:12  |
| 15. | Who is 'in' Who is 'Out'    | Qui est "in" qui est "out"  | 3:14  |
| 16. | Hotel Specific              | L'Hôtel Particulier         | 3:42  |

## Musiciens de l'album
- Mick Harvey – chant, guitare, basse
- Anita Lane – chant
- Nick Cave – chant
- Chris Hughes – batterie
- Nick Burton – violon
- Steve Bentley-Klein – violon
- James Cruickshank – orgue, chant
- David McClymont – basse
- Loene Carmen – chœur
- Monica McMahon – chœur
- Abigail Trundle – violoncelle
- Bertrand Burgalat – arrangeur musical
- Kiernan Box – accordéon
- Eleanor Gilchrist – violon
- Teresa Whipple – alto
- Jeremy Morris – violon